# Горњи Ружевић
Горњи Ружевић је насељено мјесто у општини Теслић, Република Српска, БиХ. Према попису становништва из 2013. у насељу је живјело 522 становника.

## Географија
Са Доњим Ружевићем чини шире насеље Ружевић, које се простире од потока Грачанице на југозападу до ријеке Усоре на истоку и Циганског потока на сјевероистоку. Горњи Ружевић и Доњи Ружевић раздвојени су локалним путем Теслић-Осивица.

## Инфраструктура
Насеље је локалним путевима Теслић-Чечава и Теслић-Осивица добро повезано са центром општине, па од засебне инфраструктуре има само основну петогодишњу школу, подручно одјељење Основне школе „Вук Караџић” у Теслићу.

## Становништво
| Националност       | 2013. | 1991. | 1981. | 1971. | 1961. |
| Срби               |       | 565   | 663   | 692   | 610   |
| Муслимани          |       | 48    | 44    | 30    | 40    |
| Југословени        |       | 32    | 10    |       |       |
| Хрвати             |       | 1     | 3     | 2     | 2     |
| остали и непознато |       | 15    | 3     |       |       |
| Укупно             | 522   | 661   | 723   | 724   | 652   |

| Демографија | Демографија | Демографија |
| Година      | Становника  | Становника  |
| ----------- | ----------- | ----------- |
| 1961.       | 652         |             |
| 1971.       | 724         |             |
| 1981.       | 723         |             |
| 1991.       | 661         |             |
| 2013.       | 522         |             |